# ISO 3166-2:WS
ISO 3166-2:WS — стандарт Международной организации по стандартизации, который определяет геокоды. Является подмножеством стандарта ISO 3166-2, относящимся к Самоа.
Стандарт охватывает 11 округов Самоа. Каждый код состоит из двух частей: кода Alpha2 по стандарту ISO 3166-1 для Самоа — WS и дополнительного кода, записанных через дефис. Дополнительный двухбуквенный код образован созвучно: названию, аббревиатуре названия округа. Геокоды округов Самоа являются подмножеством кодов домена верхнего уровня — WS, присвоенного Самоа в соответствии со стандартами ISO 3166-1.

## Геокоды Самоа
Геокоды 11 округов административно-территориального деления Самоа.
| Геокод | Административная единица | Статус |
| ------ | ------------------------ | ------ |
| WS-AA  | Аана                     | округ  |
| WS-PA  | Палаули                  | округ  |
| WS-AL  | Аига-и-ле-Таи            | округ  |
| WS-SA  | Сатупаитеа               | округ  |
| WS-AT  | Атуа                     | округ  |
| WS-TU  | Туамасага                | округ  |
| WS-FA  | Фаасалелеага             | округ  |
| WS-VF  | Ваа-о-Фоноти             | округ  |
| WS-GE  | Гагаэмауга               | округ  |
| WS-VS  | Ваисигано                | округ  |
| WS-GI  | Гагаифомауга             | округ  |

## Геокоды пограничных Самоа государств
- Токелау — ISO 3166-2:TK (на севере (морская граница)),
- Американское Самоа — ISO 3166-2:AS (на востоке (морская граница)),
- Тонга — ISO 3166-2:TO (на юге (морская граница)),
- Франция (заморская территория - Уоллис и Фуртуна) — ISO 3166-2:FR (на юго-западе (морская граница)),
- Тувалу — ISO 3166-2:TV (на северо-западе (морская граница)).